# Падалка, Василий Кириллович
Василий Кириллович Падалка (1800—1865) — Енисейский губернатор.

## Биография
Родился в Черниговской губернии. Его отец был штаб-ротмистр, дед — священник. Обучался в Императорском военно-сиротском доме (позднее — кадетский корпус). Определён на службу в департамент полиции. В июле 1828 года по собственному желанию определён в канцелярию Главного управления Западной Сибири в Омске. Из Омска переезжает на Украину, где служит не более года. В 1837 году назначен на должность председателя Иркутского губернского суда. В августе 1838 года награждён знаком отличия за 15-летнюю беспорочную службу. В 1839 году Падалка назначается председателем Иркутского губернского правления.  
В 1841 году он женится на Елене Вильгельмовне Руперт (1825—1882), дочери генерал-губернатора Восточной Сибири В. Я. Руперта. 
Их дети: 
- дочери: Елена (род. 1844) была замужем за Павлом Дмитриевичем Колосовским, правоведом, педагогом;  Мария (ум.1880). Ее муж — Аполлон Философович Горохов, сын купца первой гильдии Ф. А. Горохова.
- Василий (1849-1882), Михаил (ум. 1900), Макар.

## Енисейский губернатор
10 апреля 1845 года Падалка назначен на должность Енисейского губернатора. Оставался в должности до 24 июля 1861 года.
Во время правления Падалки в Енисейской губернии начала издаваться газета «Енисейские губернские ведомости» (1857 год), появилась первая пароходная компания (1861 год). Губернатор способствовал развитию золотопромышленности, боролся с преступностью,  занимался хозяйственным обустройством городов губернии.  
В 1847 году в Красноярске по инициативе В.К.Падалко и его супруги был открыт Владимирский детский приют для девочек от семи лет. Их учили грамоте и давали профессию. В разные годы в приюте проживало от 50 до 60 сирот. Приют проработал до 1917 года.  
Значительное развитие получил городской сад. 
26 февраля 1860 года действительный статский советник Падалка был пожалован дворянским гербом. 
19 июля 1861 года Падалка попросил об отставке по состоянию здоровья. Прошение было удовлетворено императором 24 июля 1861 года.
Умер 4 (16) апреля 1865 года. Был похоронен в московском Ново-Алексеевском монастыре.

## Награды
- Орден Святого Станислава II-й степени — 1841 год
- Орден Святой Анны I-й степени —  1854 год

## Память
Именем Падалки в Красноярске был назван переулок (совр. улица Диктатуры Пролетариата) и пароход.